# Esto no es Berlín
Esto no es Berlín è un film del 2019 diretto da Hari Sama.

## Trama
Messico, 1986. Il diciassettenne Carlos non riesce a sentirsi a proprio agio né in famiglia né con gli amici, preferendo ascoltare la musica e sognare Rita, la sorella del suo migliore amico Gera. La sua vita prenderà una svolta inaspettata quando la band di Rita lo introdurrà nella discoteca clandestina El Azteca, dove rimane affascinato dalla vita notturna underground fatta di punk, libertà sessuale e droga.

## Produzione
Il film è autobiografico del regista, che si è ispirato alle sue esperienze di gioventù nella scena punk messicana degli anni ottanta.

## Distribuzione
Il film è stato presentato in anteprima il 25 gennaio 2019 al Sundance Film Festival, venendo distribuito per primo in Spagna dal 21 giugno dello stesso anno.

## Riconoscimenti
- 2019 - Sundance Film Festival
  - In competizione per il Gran premio della giuria: World Cinema - Dramatic
- 2020 - Premio Ariel[5][6]
  - Candidatura per il miglior film
  - Candidatura per la miglior regia a Hari Sama
  - Candidatura per il miglior attore a Xabiani Ponce De León
  - Candidatura per la miglior sceneggiatura originale a Rodrigo Ordoñez, Max Zunino e Hari Sama
  - Candidatura per la miglior fotografia a Alfredo Altamirano
  - Candidatura per il miglior montaggio a Rodrigo Ríos Legaspi, Ximena Cuevas e Hari Sama
  - Candidatura per la miglior scenografia a Diana Quiroz Ennis
  - Candidatura per i migliori costumi a Gabriela Fernández
  - Candidatura per il miglior trucco a Karina Rodríguez
  - Candidatura per il miglior sonoro a Javier Umpierrez e Damián del Río
  - Candidatura per i migliori effetti visivi a Alejandro Iturmendi